# Brasilina
A brasilina ou brazilina (também conhecida como Natural Red 24 e CI 75280) é um corante vermelho natural obtido a partir da madeira de Paubrasilia echinata (pau-brasil), Biancaea sappan, Coulteria violacea e Haematoxylum brasiletto. A brasilina tem sido usada desde pelo menos a Idade Média para tingir tecidos, e também tem sido usada para fazer tintas e pigmentos. A cor específica produzida pelo pigmento depende do seu modo de preparo: em uma solução ácida, a cor da brasilina aparecerá amarela, mas em uma preparação alcalina, ela será vermelha. A brasilina está intimamente relacionada com a hematoxilina, precursora do corante azul-preto, que possui um grupo hidroxilo a menos. Brasileína, o agente corante ativo, é uma forma oxidada da brasilina.